# Der Regenmacher (1956)
Der Regenmacher (Originaltitel: The Rainmaker) ist ein US-amerikanischer Spielfilm von Joseph Anthony aus dem Jahr 1956 nach dem gleichnamigen Theaterstück von N. Richard Nash. Die Hauptrollen sind mit Burt Lancaster und Katharine Hepburn besetzt.

## Handlung
Lizzie Curry, eine alternde Jungfer, lebt mit ihrem Vater und ihren beiden Brüdern auf einer entlegenen Farm in Kansas und führt ihnen den Haushalt. Von einem Besuch bei Verwandten zurückgekehrt, eröffnet sie ihrer Familie, dass sie keineswegs den Mann heiraten werde, mit dem sie sie hätten verkuppeln wollen. Während der Vater seiner Tochter Mut zuspricht, dass sich der Richtige noch finden werde, hat ihr älterer Bruder Noah nur Vorwürfe für Lizzie übrig, weil er sie für altklug und besserwisserisch hält, was sie sich bei ihrem Aussehen kaum erlauben könne; stattdessen solle sie etwas aus sich machen, lernen zu flirten und ansonsten ihre Meinung für sich behalten. Lizzie ist tief verletzt, glaubt Noah andererseits aber, dass sie nie einen Mann fürs Leben finden werde.
Seit Monaten herrscht Dürre über dem Mittleren Westen. Billy Starbuck, ein vor Männlichkeit strotzender Glücksritter, trifft auf der Farm der Currys ein und verspricht ihnen für 100 Dollar Regen. Lizzie und Noah wollen sein Angebot ablehnen, aber H. C. Curry, das Familienoberhaupt, möchte sich erst einmal anhören, was er vorhat. Seine Kinder warnen ihn, aber Starbucks witziger Charme und seine schalkhafte Klugheit gefallen dem alten Curry. Unter dem Jubel von Jim, dem Jüngsten der Familie, gibt Curry nach und lässt sich auf den Handel ein. Zu allem Überfluss erscheint noch File, der Sheriff, dessen große Liebe ihn vor einigen Jahren wegen eines anderen Mannes verließ. Auf Nachfrage erklärt er, er habe sie nicht gebeten, bei ihm zu bleiben. Er bleibt zum Abendessen und wird Zeuge eines merkwürdigen Experiments, mit dem Lizzie ihn zu bezirzen versucht. Sie ist nicht sie selbst, will flatterhaft und verliebt wirken. File ist verstört wegen ihres Verhaltens und fährt wieder ab.
Derweil beginnt Starbuck – mit allerlei Hokuspokus – Regen zu „machen“. Mit Scharfblick erkennt er Lizzies Nöte und versucht sie davon zu überzeugen, dass Träume wahr werden, wenn man nur fest an sie glaubt. Desgleichen ermuntert er Jim, nicht auf die Einwände seines Bruders zu achten und das junge Mädchen, das er liebt, zu heiraten. Lizzie, im Innersten angerührt durch Starbucks Worte, versucht, mehr von ihm zu erfahren. Es gelingt ihm, sie im Laufe der Nacht schließlich zu überzeugen, dass sie – wie jede Frau – schön sei, wenn sie es nur wolle, und dass er sie liebe.
Lizzie ist nicht mehr spröde, sie wirkt nun jünger und schöner. Als der Sheriff am nächsten Morgen eintrifft, um Starbuck wegen Betrugs festzunehmen, bittet ihn der alte Curry um Gnade für Starbuck, hat er es doch geschafft, dass sich Lizzie als begehrenswerte Frau fühlt. File lässt sich beschwatzen und rät Starbuck, schleunigst zu verschwinden. Starbuck bittet Lizzie mit ihm zu kommen, um ihre Träume zu leben. File fasst sich ein Herz und bittet sie, nicht zu fahren, sondern zu bleiben – bei ihm. Lizzie kann es kaum glauben: Zwei Männer buhlen um sie – und sie muss sich nun entscheiden…

## Hintergrund
Für The Rainmaker hatte N. Richard Nash das Drehbuch nach seinem Broadway-Stück geschrieben, das im Jahre 1954 uraufgeführt wurde. Geraldine Page spielte hierin die Rolle der Lizzie Curry. Es war Katharine Hepburns einziger Film für Paramount. Ihr Gegenspieler war Burt Lancaster in der Titelrolle. Im dritten Film seiner Frauen-Trilogie für Hal B. Wallis – vorangegangen waren Kehr zurück, kleine Sheba und Die tätowierte Rose – wurde Burt Lancaster wiederum Top-Ankündigung zuteil. Ironischerweise wurde die Hauptdarstellerin jedes Filmes für einen Academy Award nominiert – er jedoch nicht. The Rainmaker kam im Dezember 1956 in den US-Verleih. Später gelangte das Stück als Musical 110 Grade in the Shade erneut an den Broadway.
Für den Produzenten Hal B. Wallis kam für die Darstellung der Lizzie Curry nur Katharine Hepburn in Frage: „Als ich N. Richards Nashs Stück zum ersten Mal sah, wusste ich gleich, dass dies eine Filmrolle für Katharine ist. Gewiss, sie ähnelte der Rolle von Traum meines Lebens, aber der Unterschied besteht doch darin, dass er ein Liebesfilm war, unser Projekt dagegen eine Komödie. Ich war schließlich so auf Katharine fixiert, dass ich den Film niemals mit einer anderen Schauspielerin produziert hätte.“
Joseph Anthony, der Regisseur, hatte auch schon beim Broadway-Stück Regie geführt und konnte beide Hauptdarstellerinnen vergleichen: „Immer wieder drängte ich „Gerry“ (gemeint ist Geraldine Page), gerade heraus, offen sehnsüchtig zu spielen. Doch sie zog es vor, mit den Augen zu rollen und ZaSu Pitts zu imitieren. Kath dagegen tat genau das, was man von ihr erwartete. Sie war wirklich professionell.“
Katharine Hepburn und Burt Lancaster kamen am Set weniger gut aus. Während sie von Anfang an ihren Text beherrschte, war er daran gewöhnt, erst kurz vor dem Drehen zu lernen. Deshalb kam er am ersten Drehtag zu spät; darüber hinaus musste die Crew warten, bis er fertig umgezogen, geschminkt und frisiert war. Die Hepburn, immer geradeheraus, stellte ihn vor versammelter Mannschaft zur Rede: „Mr. Lancaster, wir alle waren bereits um 9 Uhr 30 hier, mit Ausnahme von Ihnen! Sollten Sie das auch für die restliche Drehzeit vorhaben, wäre es sehr nett von Ihnen, dies uns wissen zu lassen, sodass auch wir erst um 10 Uhr 25 erscheinen müssen. Ansonsten erwarte ich von Ihnen, dass Sie, wie alle anderen auch, pünktlich sind!“ – „Danach kam Burt immer rechtzeitig“, erinnerte sich Hal B. Wallis, „von diesem Tag an klappte die Zusammenarbeit zwischen ihr und Burt etwas besser.“
Lancaster lobte rückwirkend: „Kate war immer sehr aufmerksam und zuvorkommend, wenn ich auch gestehen muss, dass mich ihre Tüchtigkeit und ihr Können etwas erschreckte.“

## Synchronisation
Die deutsch synchronisierte Fassung gelangte am 19. April 1957 in die westdeutschen Kinos; die Synchronisation entstand 1957 bei der Berliner Synchron AG unter der Regie von Volker Becker, der auch das Dialogbuch verfertigte.
| Rolle                 | Darsteller        | Synchronsprecher       |
| --------------------- | ----------------- | ---------------------- |
| Starbuck              | Burt Lancaster    | Horst Niendorf         |
| Lizzie Curry          | Katharine Hepburn | Ingeborg Grunewald     |
| File                  | Wendell Corey     | Ernst Wilhelm Borchert |
| Noah Curry            | Lloyd Bridges     | Heinz Giese            |
| Jim Curry             | Earl Holliman     | Wolfgang Gruner        |
| Sheriff Howard Thomas | Wallace Ford      | Alfred Haase           |

In der DDR lief der Film zum ersten Mal im 2. Programm des Fernsehens der DDR am 9. April 1977; in der Bundesrepublik Deutschland war der Streifen am 30. Dezember 1977 im Programm der ARD zu sehen. Die DVD- und Blu-ray-Premiere erfolgte für den deutschsprachigen Markt am 8. November 2024; auf Videokassette war der Film nie erhältlich.

## Kritiken
Time Magazine: „Schauspielerin Hepburn deutet nicht immer die Phasen in Lizzies Leben an, während sie aus dem emotionalen Larven-Stadium zu lebhaft eingebildeter Reife gelangt, aber sie fesselt in Szene auf Szene die Aufmerksamkeit der Zuschauer, wenn sie wie eine schillernde Motte wild um das eine oder andere Liebeslicht herumflattert.“
Lexikon des internationalen Films: „Überdurchschnittliche Verfilmung des erfolgreichen Bühnenstücks von Richard Nash. […] Der sympathische Film wird der gemütvoll-poetischen Seite des Dramas ebenso gerecht wie der psychologisch feinfühligen Charakterkomik. Niveauvolle Unterhaltung.“

## Auszeichnungen
Während das Publikum dem Film ziemlich ungerührt gegenüberstand, wurde der Film jedoch von Kritik und Filmbranche gewürdigt. Als Zeichen ihrer Anerkennung nominierte die Academy of Motion Picture Arts and Sciences den Film für zwei Oscars: Katharine Hepburn erhielt ihre siebte Oscar-Nominierung; der Komponist Alex North bekam für die Filmmusik seine fünfte Nominierung in dieser Kategorie. Die Hollywood Foreign Press Association nominierte die Produktion als Besten Film, Burt Lancaster und Katharine Hepburn als Beste Darsteller und zeichnete Earl Holliman für seine Darstellung als Lizzies leicht debilen Bruder Jim mit einem Golden Globe als Besten Darsteller in einer Nebenrolle aus.

## Soundtrack
- Alex North: The Rainmaker – Der Regenmacher. Original Motion Picture Soundtrack – Original Filmmusik. 1 CD. Tsunami 2000, Tonträger-Nr. 0120 / UPN 4-001550-701207